# Deutscher Kinderliederpreis

Deutscher Kinderliederpreis Logo

Der Deutsche Kinderliederpreis wird jährlich im Rahmen des Geraldino Kindermusik-Festivals in der Nürnberger Tafelhalle verliehen. Gestiftet wird der Preis von den Nürnberger Nachrichten und ist mit insgesamt 2500,- € dotiert (1. Platz: 1200,- € plus Wanderpokal; 2. Platz 800,- €; 3. Platz 500,- €).
Seit dem Jahr 2021 gibt es ein verändertes Wettbewerbskonzept: Die Nürnberger Nachrichten stiften den Deutschen Kinderliederpreis für einen Gewinner, dotiert mit 2000,- €.
Im Jahr 2022 gab es einmalig einen weiteren Wettbewerb: Das Netzwerk Kindermusik stiftete den Kindermusikpreis Der Goldene Ohrwurm in zwei Kategorien, jeweils dotiert mit 500,- €.

## Geschichte
Der Nürnberger Kinderliedermacher Geraldino  hat den Deutschen Kinderliederpreis initiiert, um den „Stellenwert des Kinderliedes zu stärken und die Bandbreite guter Kindermusik zu präsentieren“. Geraldino macht seit dem Jahr 1983 Musik für Kinder und organisiert das Kindermusik-Festival in Nürnberg seit dem Jahr 1999 in Kooperation mit der Tafelhalle,
die erste Preisverleihung fand beim 3. Geraldino Kindermusik-Festival im Jahr 2001 statt.
Die Stadt Nürnberg und die Kulturstiftung der Sparkasse Nürnberg unterstützen das Geraldino Kindermusik-Festival.
Im Januar jeden Jahres wird auf der Website des Deutschen Kinderliederpreises eine Ausschreibung zum nächsten Wettbewerb veröffentlicht, der jedes Mal unter einem bestimmten Motto steht. Bis zum Stichtag im April können im Online-Portal selbst komponierte und selbst getextete Kinderlieder hochgeladen und Bewerbungen eingereicht werden. Die Jury-Abstimmung findet bis Ende Mai ebenfalls online statt, es wird eine Hitparade der Wettbewerbstitel erstellt (die Abstimmung wird von kimuk.de präsentiert).
Die fünfzehn bestbewerteten Titel werden auf einer Festival-CD veröffentlicht, der Verkaufserlös fließt einem Kinderhilfswerk zu.
Die drei Interpreten der Lieder mit den meisten Jurypunkten werden von Geraldino zum Finale in die Tafelhalle nach Nürnberg eingeladen, das Wettbewerbskonzert findet jeweils im Oktober statt. Nach der Live-Präsentation der Interpreten wird durch eine Publikums-Wertung der Gewinner des Wettbewerbs bestimmt.
Seit dem Jahr 2021 gibt es ein verändertes Festival-Konzept: Die Ausschreibung des Kinderlieder-Wettbewerbs erfolgt im Februar jeden Jahres per E-Mail-Verteiler, die Wettbewerbsbeiträge werden direkt bei Geraldino eingereicht, eine Fach-Jury ermittelt einen Siegertitel, der Interpret oder die Interpretin des Gewinner-Songs präsentiert sich dem Publikum im Oktober auf dem Geraldino-Kindermusikfestival in der Nürnberger Tafelhalle.

## Liste der Preisträger
- 2001: 1. Platz: Die Blindfische (Oldenburg); 2. Platz: Beate Lambert (Marburg); 3. Platz: Spunk / Gerd Müller (Nürnberg)
- 2002: 1. Platz: Donikkl und die Weißwürschtl (Regensburg); 2. Platz: Grünschnabel (Kinderliedermacher) (Satrup/Flensburg); 3. Platz: Matthias Meyer-Göllner (Kiel)
- 2003: 1. Platz: Manfred Kindel/Unmada (Hannover); 2. Platz: Philis & Mike (Köln); 3. Platz: Füenf (Stuttgart)
- 2004: 1. Platz: Philis & Mike (Köln); 2. Platz: Klaus Foitzik (Billerbeck); 3. Platz: Radau (Hamburg)
- 2005: 1. Platz: Die Blindfische (Oldenburg); 2. Platz: Pelemele (Köln); 3. Platz: Stefan Rauch (Boxberg)
- 2006: 1. Platz: Grünschnabel (Satrup/Flensburg); 2. Platz: Toni Geiling (Halle); 3. Platz: Klaus Foitzik  (Billerbeck)
- 2007: 1. Platz: RatzFatz (A-Telfs/Tirol); 2. Platz: Philis & Mike (Köln); 3. Platz: Suli Puschban (Berlin)
- 2008: 1. Platz: Donikkl und die Weißwürschtl (Regensburg); 2. Platz: Grünschnabel (Kinderliedermacher) (Satrup/Flensburg); 3. Platz: Andi und die Affenbande (Augsburg)
- 2009: 1. Platz: Mai Cocopelli (A-Regau); 2. Platz: Randale (Bielefeld); 3. Platz: Matthias Meyer-Göllner (Kiel)
- 2010: 1. Platz: Larissa Schories (Buchholz in der Nordheide); 2. Platz: Pelemele (Köln); 3. Platz: Ratz Fatz (A-Telfs/Tirol)
- 2011: 1. Platz: Die Blindfische (Oldenburg); 2. Platz: Klaus Foitzik (Billerbeck); 3. Platz: Cattu (Berlin)
- 2012: 1. Platz: Maxim Wartenberg/Trommelfloh (Berlin); 2. Platz: Rita und der kleine Schosch (Köln); 3. Platz: Die PiaNino Band (Köln)
- 2013: 1. Platz: Pelemele (Köln); 2. Platz: Patricia Prawit (Bad Wörishofen); 3. Platz: Ferri (Frankfurt)
- 2014: 1. Platz: Radau (Hamburg); 2. Platz: Maxim Wartenberg/Trommelfloh (Berlin); 3. Platz: Markus Rohde & Band (Oldenburg)
- 2015: 1. Platz: Rodscha aus Kambodscha und Tom Palme (Eichstätt); 2. Platz: Kristian Rufert / Mit Krone und Hund (Ahrensburg); 3. Platz: Ratz Fatz (A-Telfs/Tirol)
- 2016: 1. Platz: Donikkl (Ihrlerstein); 2. Platz: Klaus Foitzik (Billerbeck); 3. Platz: Pelemele (Köln)
- 2017: 1. Platz: Mami und die PapperlaPapis (Karlsruhe); 2. Platz: Die Blindfische (Oldenburg); 3. Platz: Robert Metcalf (Liedermacher) (Berlin)
- 2018: 1. Platz: Mai Cocopelli (A-Regau); 2. Platz: Herr Jan (Bad Iburg); 3. Platz: Radau (Hamburg)
- 2019: 1. Platz: Natalie Rohrer (Augsburg); 2. Platz: Simon sagt (Hamburg); 3. Platz: Herr Jan (Bad Iburg)
- 2020: 1. Platz: Lieselotte Quetschkommode (Bielefeld); 2. Platz: Die Ohrrüben (Berlin); 3. Platz: Randale (Bielefeld)
- 2021: 1. Platz: Ich & Herrr Meyer feat. Stephen Janetzko und Mik (Berlin/Erlangen): Frühling kommt, yeah
- 2022: 1. Platz: Herr Jan (Bad Iburg): Meine 5 Minuten; Zusatzpreise Der goldene Ohrwurm: Herr Jan (Bad Iburg): Känguru und Nikis Kindermusik (Berlin): Müll
- 2023: 1. Platz: Sven van Thom (Berlin): Du guckst ja gar nicht

## Wettbewerbs-Motto
- 2001: Abenteuer Kind sein
- 2002: Monsterangst und Gruselspaß
- 2003: Bau dir eine Welt
- 2004: Ritter – Drachen – Burgfräulein
- 2005: Es lebe der Sport
- 2006: Im Märchenland
- 2007: Echt witzig
- 2008: Mission: Zukunft
- 2009: Musik – Musik – Musik
- 2010: Heute geht es tierisch ab
- 2011: Küchenmusik – Guten Appetit
- 2012: Endlich Ferien!
- 2013: Bei uns zu Hause
- 2014: Lieder über Omas und Opas
- 2015: Tanz mal wieder
- 2016: Hallo & Tschüss – Lieder über Kindergarten, Schule und Hort
- 2017: Lieder rund ums Wasser
- 2018: Lasst und Feste feiern!
- 2019: Lieder für uns alle
- 2020: Komm wir spielen!
- ab 2021: Ohne Motto
- 2022: Ohne Motto / Kindermusikpreis Goldener Ohrwurm: „Lieder zum Mitmachen“ / „Lieder für eine bessere Welt“

## Bisherige Jurymitglieder
- Gunnar Peschke (Redakteur ARD/ZDF, Kinderkanal KIKA)
- Peter Neesen (Redakteur Bayerischer Rundfunk)
- Sirit Winter (Radio Mikro/Bayerischer Rundfunk)
- Jörg Hackelberger (Universal Family Entertainment)
- Guido Neumann (WDR/Lilipuz)
- Brigitte Petereit (Radio Bremen)
- Barbara Haack (Neue Musikzeitung/NMZ/Redaktion)
- Ronald Rothenburger (Kinder- und Jugendzeitschrift „Staffette“)
- Frederik Vahle (Kinderliedermacher)
- Günter Staniewski (Figurentheaterspieler/Kinderhilfsorganisation „Straßenkinder e. V.“)
- Marcel Gassner (Kinderradio Küken)
- Klaus Kreuzeder (Saxophonist, spielte unter anderem mit Sting und Stevie Wonder)
- Bernhard Jugel (Bayerischer Rundfunk, Abt. Kinderfunk)
- Nina Rauschenbach & Conny Seeliger (RBB Antenne Brandenburg, Kinder- und Musikred. „Zappelduster“)
- Ursula Kronenberger (Redaktion: Eltern for Family)
- Kristina Banasch (Kinder- und Jugendredaktion Nürnberger Nachrichten)
- Michael Bader (Direktor des KunstKulturQuartiers Nürnberg)
- Gerti Köhn (Künstlerische Leitung Tafelhalle Nürnberg)
- Barbara Schwesig (Kinderprogramm Bardentreffen Nürnberg)
- Christoph Volkamer (Kindermusikkaufhaus)
- Linda Ulrich (Kinderprogramm Playmobil Fun Park)
- Heike Henning (Dozentin an der Hochschule für Musik in Nürnberg)
- Lore Benker (Cellistin und Musiklehrerin an der Musikschule Fürth)
- Wolfgang Siemens (Musikagent aus Hamburg, u. a. auch Mitglied in der Jury „Jugend musiziert“)
- Sylke Blume (freie Journalistin aus Köln, u. a. WDR Lilipuz)
- Susanne Lesaar (Redaktion Spielen und Lernen)
- Jo Seuß (Journalist und Buchautor, u. a. Nürnberger Nachrichten, Familienmagazin „Famos“)
- Gero Günther (freier Journalist, u. a. Musikexpress, Eltern for Family)
- Monika Schäfer (HR2, Kinderredaktion Domino)
- Jörg Peter Ahlers (NDR, Redaktion Kinderfunk Mikado)
- Denis Hohenberger (Radio Z, Kindersendung Kapong)
- Rainer Turba (Initiative Klassico, Dozent an der Erziehungswissenschaftlichen Fakultät der Universität Erlangen/Nürnberg, Fachbereich Musik)
- Rüdiger Bischoff (HR2, Klangohr)
- Claudia Martin (1. Vorstand Kindermusik e. V., Label & Verlag PSST-Music)
- Melanie Kunze (Nürnberger Nachrichten, Kinderredaktion)
- Patricia Parisi (Milchsalon, Musikagentin für Kinderkonzerte)
- Unmada Manfred Kindel (Diplom-Pädagoge, Kinderwald-Projektleiter, Kinderliedermacher)
- Björn Tischler (Musikpädagoge, Studienleiter für Musik-Sonderpädagogik, Vorstandsmitglied des Bundesverband Musikunterricht in Schleswig-Holstein)
- Elke Kamper (Kultur- und Naturerlebnispädagogin, Theaterleiterin)
- Matthäus Bär (Musik- und Literaturwissenschaftler, Autor)
- Wolfgang Schultze (MDR)
- Claudia König-Suckel (Deutschland Radio)
- Stefan von Löwis (KinderKinder e. . Hamburg)
- Thomas Freitag (Musikwissenschaftler aus Potsdam)
- und last but not least: eine Kinderjury

(Anmerkung: Die Jury besteht aus wechselnden Mitgliedern. Es gab zwei Jahre lang ein anderes Wertungsverfahren per Online-Abstimmung, das aber wieder eingestellt wurde)